# Тейлор, Джон (политик)
Джон Тейлор (также Джон Тейлор из Кэролайна; 19 декабря 1753, Ориндж, колония Виргиния — 21 августа 1824, там же штат Виргиния) — американский политик и научный писатель.
Родился в богатой семье, в 1770 году окончил колледж Уильяма и Мэри, где изучал право, с 1774 года поселился в графстве Кэролайн, где получил адвокатскую практику. С началом Войны за независимость вступил в армию патриотов, служил в звании полковника кавалерии. Был депутатом нижней палаты Законодательной ассамблеи Виргинии в 1779—1781, 1783—1785, 1796—1800 годах и членом Сената в 1792—1794, 1803, 1822—1824 годах. С 1779 года оставил адвокатскую практику и, параллельно с политической деятельностью, занялся написанием сочинений по сельскому хозяйству, политологии, юриспруденции и философии.
Тейлор иногда называется крупнейшим политическим мыслителем Америки своего времени. Среди высказываемых им политических и философских идей были, в частности, критика рабства чернокожих и вместе с тем признание его необходимости и недопустимость, на его взгляд, существования на территории страны свободных чернокожих, призывы к отделению Виргинии от США в 1798 году и теория о том, что общество вполне может быть добродетельным, даже если составляющие его индивиды по отдельности порочны. Основой процветания страны он считал существование больших и богатых ферм, которыми владели бы «крепкие семьи».